# Барит, Израиль Яковлевич
Израиль Яковлевич Барит (17 марта 1919 года — 19 июня 1995 года) — советский физик, лауреат Сталинской премии (1953 года).

## Биография
Отец — главный бухгалтер Наркомата внешней торговли СССР Яков Моисеевич Барит.
Во время войны И. Я. Барит служил в зенитных частях в Подмосковье (командир батареи, старший лейтенант).
Член ВКП(б) с 1944 года.
С 1946 год — участник советской ядерной программы, старший научный сотрудник Лаборатории атомного ядра (ФИАН).
С 1956 год — в Лаборатории высоких энергий Объединённого института ядерных исследований (Дубна) и Лаборатории атомного ядра ФИАН.
С 1970 год — в ОИЯИ, заведующий сектором (с 1971 по 1990 год). Проводил исследования ядерной структуры в реакциях с легчайшими ядрами.
Доктор физико-математических наук (1970 год, тема диссертации «Исследование возбужденных состояний ядер с четырьмя и пятью нуклонами»).

## Публикации
- Барит, Израиль Яковлевич. Мгновенное деление и конверсия мюонов с осколков [Текст]. — Москва : [б. и.], 1977. — 7 с. : граф., ил.; 29 см. — (АН СССР. Институт ядерных исследований. Препринт; П-0058).
- О возбужденных состояниях отрицательной четности ядра He⁴ [Текст] / И. Я. Барит, В. А. Сергеев ; Физ. ин-т им. П. Н. Лебедева Акад. наук СССР. Лаборатория атомного ядра. — Москва : [б. и.], 1967. — 4 с., 1 л. ил.; 21 см.
- Некоторые возможные применения резонансного рассеяния γ-лучей [Текст] / И. Я. Барит, М. И. Подгорецкий, Ф. Л. Шапиро. — Дубна : [б. и.], 1959. — 5 с.; 29 см. — (Издания/ Объедин. ин-т ядерных исследований. Лаборатория высоких энергий; Р-429).
- Дифференциальные сечения рассеяния дейтронов на ядрах 4Не в области энергии дейтронов 870—1430 кэВ / И. Я. Барит, Ю. Г. Балашко, Л. С. Дулькова, В. П. Заварзина. — ЯФ, 1979, 29, вып. 5, с. 1137—1142.
- Из истории лаборатории И. М. Франка: (к 60-летию лаб. атом. ядра ИЯИ РАН) / И. Я. Барит, Г. Е. Беловицкий, Б. А. Бенецкий. — Москва : Ин-т ядер. исслед. Рос. акад. наук, 2006 (М. : Изд. отд. Ин-та ядер. исслед. РАН). — 13, [3] с. : ил.; 29 см. — (Препринт/ Ин-т ядер. исслед. Рос. акад. наук; ИЯИ-1161/2006).

## Награды
- орден Трудового Красного Знамени;
- орден Красной Звезды (18.11.1944);
- Сталинская премия третьей степени (1953) — за ядерно-физические исследования, связанные с разработкой и испытанием изделия РДС-6с (первой советской водородной бомбы)[1][2].